# Megaselia chinyeroensis
Megaselia chinyeroensis is een vliegensoort uit de familie van de bochelvliegen (Phoridae). De wetenschappelijke naam van de soort is voor het eerst geldig gepubliceerd in 2010 door Disney.